# Charles Ramsdell
Charles Ramsdell (13 de enero de 1985, Kingfisher, Oklahoma) es un exjugador de baloncesto estadounidense. Con 2,08 m de estatura, su puesto natural en la cancha era el de ala-pívot.
Jugó para la selección de Madagascar, invitado por su entrenador, el español Ángel Manzano, en razón de que en ese momento tenía un cupo libre para jugadores nacionalizados. Sus abuelos vivieron varios años en ese país africano, así como su padre y algunos de sus tíos.  

## Trayectoria
- Universidad de Tulsa (2003-2007)
- Oklahoma Storm (2007)
- CB Rosalía de Castro (2007-2009)
- Alayor Menorcarentals.com Coinga (2009-2010)
- Óbila CB (2010-2011)
- Lleida Bàsquet (2011-2012)
- Bàsquet Manresa (2012-2013)
- Gipuzkoa Basket Club (2013-2014)